# Georg Wilhelm von Siemens
Georg Wilhelm Siemens, ab 1888 von Siemens (* 30. Juli 1855 in Berlin; † 14. Oktober 1919 in Arosa, Kanton Graubünden, Schweiz), war ein deutscher Industrieller, Gutsbesitzer und königlich preußischer Geheimer Regierungsrat aus der Familie Siemens.

Wilhelm von Siemens

## Leben
Wilhelm Siemens entstammte dem alten Goslarer Stadtgeschlecht Siemens (1384 urkundlich erwähnt) und war der Sohn des Erfinders und Unternehmers Werner von Siemens (1816–1892) und dessen erster Ehefrau Mathilde Drumann (1824–1865) aus Königsberg (Preußen). Der Vater Werner Siemens wurde mit seinen Nachkommen am 5. Mai 1888 in Charlottenburg in den preußischen Adelsstand erhoben.
Sein Bruder und Mitinhaber der Siemens & Halske AG war Arnold von Siemens (1853–1918).

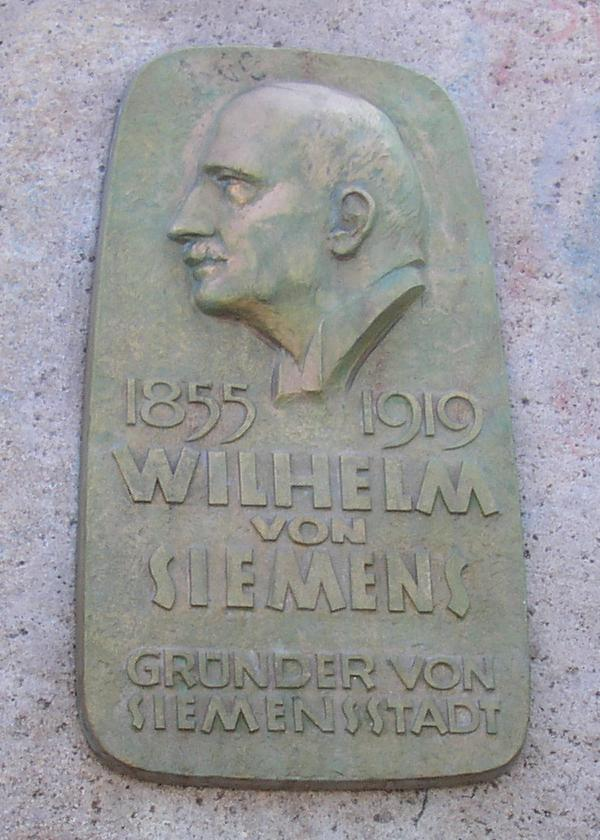
Gedenktafel im Wilhelm-von-Siemens-Park in Berlin-Spandau

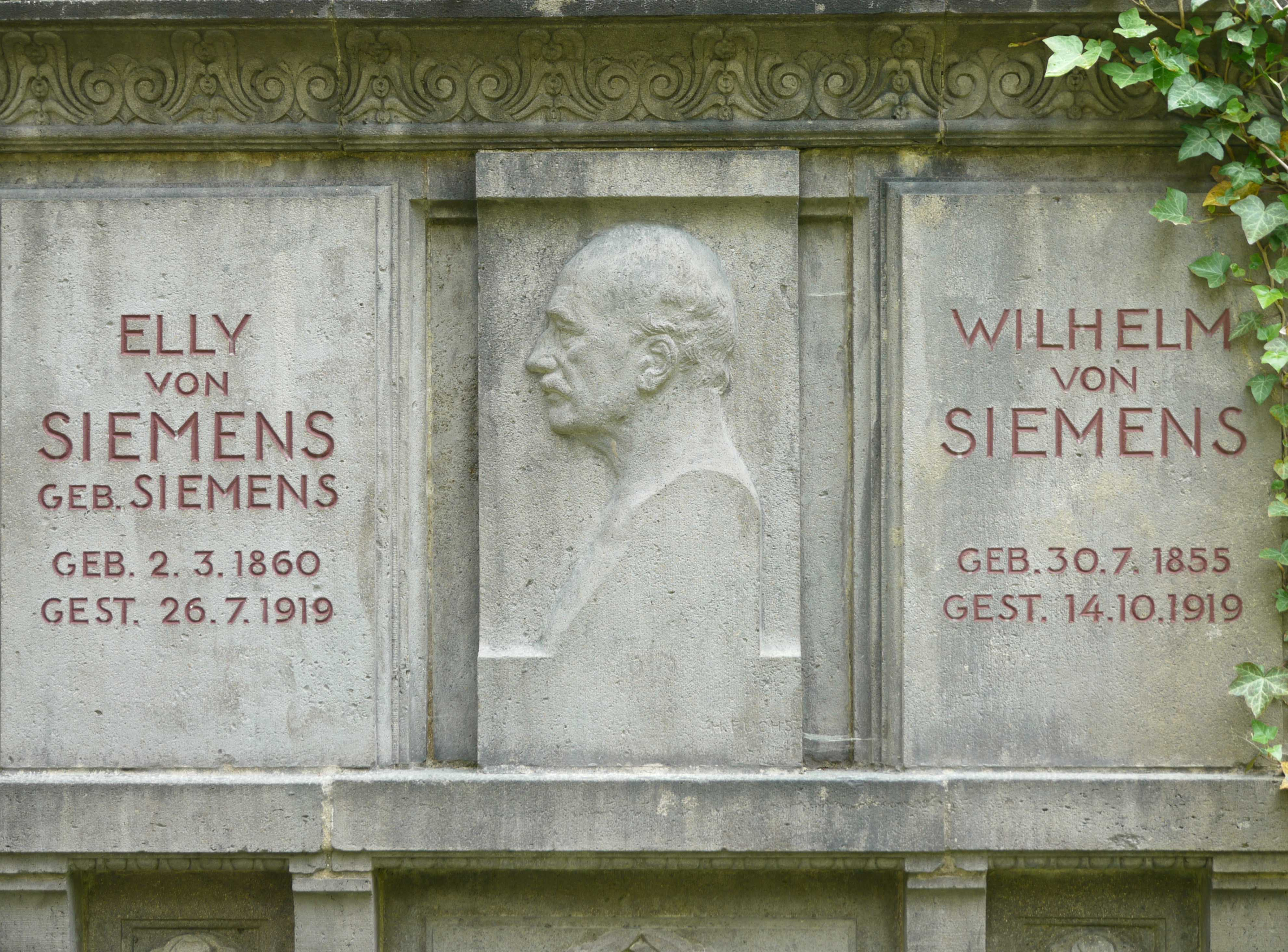
Grabtafel von Wilhelm und Elly von Siemens

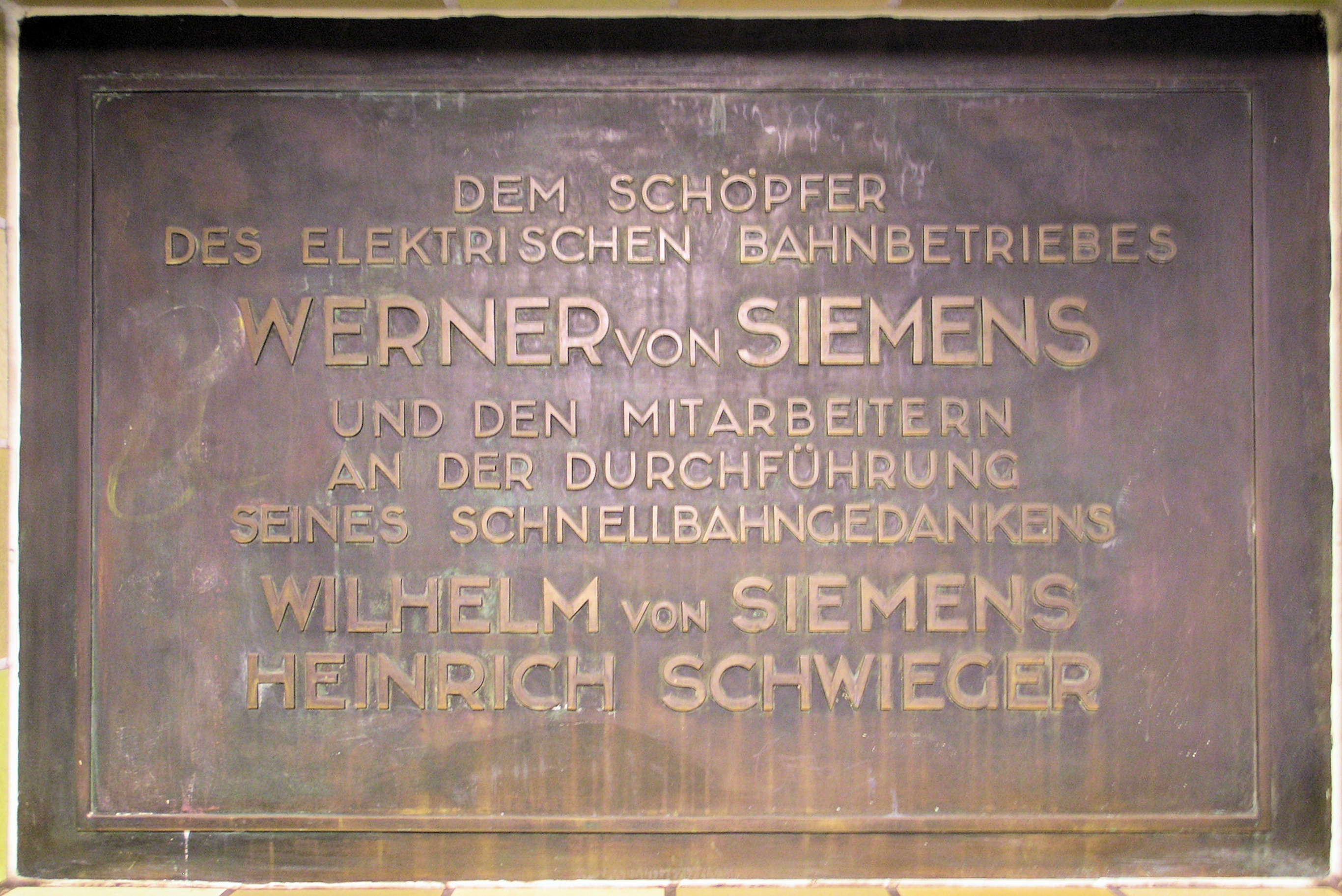
Gedenktafel im U-Bahnhof Nollendorfplatz

Nach der Vorschule und dem Besuch des Luisenstädtischen Gymnasiums schulte Siemens 1869 in das Kaiserin-Augusta-Gymnasium in Charlottenburg um. Aus gesundheitlichen Gründen musste er 1872 auf ein Lyzeum in Straßburg im Elsass wechseln. Im folgenden Jahr unternahm er eine Erholungs- und Bildungsreise nach Italien. Den Militärdienst als Einjährig-Freiwilliger leistete Wilhelm Siemens 1875–1877 in Stuttgart. 1876 begann er sein Studium der Mathematik und Naturwissenschaften an den Universitäten Heidelberg, Leipzig und Berlin, es dauerte bis 1879.
Wilhelm Siemens war seit 1880 im väterlichen Unternehmen Siemens & Halske tätig, ab 1884 als Mitinhaber. 1888 wurde Werner Siemens wegen seiner Verdienste von Kaiser Friedrich III. in den preußischen erblichen Adelsstand erhoben. Im gleichen Jahr zog Wilhelm von Siemens mit seiner Familie in die Villa im Park Biesdorf. Werner von Siemens übertrug das Gut, die Villa (Schloss Biesdorf) und den Park Biesdorf seinem Sohn Wilhelm im Jahre 1889.
Nachdem Werner von Siemens die Firmenleitung 1890 an seinen Bruder Carl Siemens (1829–1906) und seine Söhne Arnold und Wilhelm übergeben hatte, war Wilhelm die führende Person des Unternehmens. Unter seiner Leitung wurde das Unternehmen 1897 in eine Aktiengesellschaft umgewandelt.
Außerdem leitete Siemens die damalige Firma Siemens-Schuckertwerke GmbH, die u. a. in Biesdorf bei Berlin (heute ein Berliner Ortsteil) Luftschiffe in unstarrer Bauweise baute. Er nahm teilweise auch selbst an Probefahrten des Siemens-Schuckert-Luftschiffes SSL1 und SSL2 teil. Die erste Fahrt der SSL1 über Biesdorf fand 1911 statt. 1917 trat Siemens der Deutschen Vaterlandspartei bei. Er gehörte auch dem Verein Deutscher Ingenieure (VDI) und dem Berliner Bezirksverein des VDI an.
1898 spendete Wilhelm von Siemens, Kirchenpatron der evangelischen Kirche in Biesdorf, für den Umbau der Kirche eine Orgel und die elektrische Beleuchtung. Er wurde 1904 zum Geheimen Regierungsrat ernannt. Wilhelm von Siemens starb 1919 während seines Kuraufenthalts in Arosa (Schweiz).

## Familie
Siemens heiratete am 21. Juni 1882 auf Gut Piontken (Ostpreußen) seine Cousine Eleonore (gen. Elly) Siemens (* 2. März 1860 auf Gut Piontken; † 26. Juli 1919 in Charlottenburg), die Tochter des Gutsbesitzers Ferdinand Siemens, Gutsherr auf Piontken, und der Eulalia Hertzog. Die letzte Ruhestätte der beiden Eheleute befindet sich in der Familiengrabstätte der Familie Siemens auf dem Südwestkirchhof Stahnsdorf im Block Trinitatis, Feld 3a. Die Grabstelle schmückt ein Grabrelief, geschaffen von Hermann Fuchs. Aus der Ehe gingen zwei Kinder hervor: 1885 wurde der Sohn Werner Ferdinand geboren, 1888 die Tochter Mathilde Eulalie.

## Ehrungen und Gedenken
- 1905: Ehrendoktorwürde der Technischen Hochschule zu Dresden (Dr.-Ing. e. h.)
- 30. Juli 1915: Ehrendoktorwürde der Friedrich-Wilhelms-Universität zu Berlin (Dr. phil. h. c.)
- 22. Oktober 1926: Gedenktafel für Werner von Siemens, Wilhelm von Siemens und Heinrich Schwieger im Empfangsgebäude des U-Bahnhofs Nollendorfplatz enthüllt[4]
- Im Berliner Ortsteil Biesdorf-Nord ist das Wilhelm-von-Siemens-Gymnasium nach ihm benannt.

## Schriften
- Die Freiheit der Meere. E.S. Mittler & Sohn, Berlin 1917.
- Belgien und die Abrüstungsfrage. E.S. Mittler & Sohn, Berlin 1918 (= Der Tag. Nr. 276/78, 1917).